# چرشدره
چرشدره، روستایی از توابع بخش رودبار شهرستان شهرستان قزوین در استان قزوین ایران است. تاتی زبان رایج در روستای چرشدره می‌باشد .

## جمعیت
این روستا در دهستان رودبار شهرستان قرار دارد و براساس سرشماری مرکز آمار ایران در سال ۱۳۸۵، جمعیت آن ۶۸ نفر (۲۹خانوار) بوده‌است.